# Shirley & Company
Shirley & Company was een Amerikaanse discogroep geformeerd rondom de zangeres Shirley Goodman (1936–2005). Verdere leden van de groep waren in wisselende samenstelling Jesus Alvarez (1951), Walter Morris, Clarence Oliver, Seldon Powell, Bernadette Randle en Jonathan Williams.
Het meest bekend werd de groep in 1975 met het nummer Shame, Shame, Shame dat Shirley in duet zong met groepslid Jesus Alvarez (tegenwoordig gospelartiest). Het nummer stond in de UK Singles Chart op nummer 1 maar ook in Nederland stond het nummer een week op de eerste plaats. Een ander nummer dat jaar was Cry Cry Cry dat op nummer 91 stond in de UK Single Chart. Opvallend was dat dit nummer dezelfde melodie had als Shame, Shame, Shame.

## NPO Radio 2 Top 2000
| Nummer met noteringen in de NPO Radio 2 Top 2000 | '99  | '00  | '01  |
| ------------------------------------------------ | ---- | ---- | ---- |
| Shame, Shame, Shame                              | 1718 | 1740 | 1979 |

1. ↑  Een vetgedrukt getal geeft de hoogste notering aan.
2. ↑  Deze tabel is bijgewerkt tot en met de laatste editie (2024).